# Alidoor De Keyser
Alidoor De Keyser (28 mei 1920 - 26 januari 2012) was een Belgisch politicus.
Hij was burgemeester van Zerkegem van 1947 tot 1972, de periode dat verschillende nieuwe straten in Zerkegem werden aangelegd. Ook het huisvestigingsplan Centrum-Zuid met de Tulpenlaan en Rozenlaan dateren uit die tijd. Hij was de schoonzoon van Theophiel Moyaert (1886-1963) die burgemeester was tijdens de Tweede Wereldoorlog. Zerkegem bleef een zelfstandig gemeente tot eind 1976, toen het fuseerde met Jabbeke.